# Делія Григоре
Делія Григоре (народилася 7 лютого 1972 року у Галаці) — румунська письменниця, філолог, борчиня за права ромів.

## Життєпис
Батьки Делії отримали освіту в епоху комунізму і хотіли, щоб їх дочка вчилася. Навчаючись у ліцеї, Делія приховувала, що має ромське походження, і, оскільки вона жила в єврейському районі, деякі її друзі вважали її єврейкою. Після середньої школи вона закінчила курс санскриту, індійської цивілізації та культури в Бухарестському університеті. У 1991 році вона почала вивчати румунську та англійську філологію на філологічному факультеті Бухарестського університету. Також вона вивчала етнологію в Інституті етнографії та фольклору (Institutul de Etnografie si Folclor), а за дипломну роботу «Сімейні звички традиційної романської культури з кочовим зразком ідентичності в Південно-Східній Румунії» здобула ступінь кандидата гуманітарних наук. Працює на кафедрі іноземних мов та літератури Бухарестського університету. З 2004 року як президент ȘATRA / ASTRA — Amare Rromentza займається захистом прав ромів. У 2007 році на її прохання Румунія протестувала проти рішення депортувати нелегальних ромських іммігрантів з Італії (після жорстокого вбивства одного з них). Поліція могла депортувати їх без рішення суду.

## Творча діяльність
У 2010 році 10 її віршів опубліковано в антології Babel.ro. Tineri poeţi minoritari.
Як науковиця вона публікує праці про культуру та традиції ромської громади. Серед них є: iklioven і Rromani chib — Ghid de limbă șiultură rromani (2000), Rromanipen-ul (rromani dharma) și mistica familiei (2001), Introducere în studiul kulturoi tradicionale rromani — Curs de antropologie (2001), Rromii ș cultura populară română. Patrin thai iag In : Rromii: tipuri și arhetipuri identitare (2002), Istoria și tradițiile minorității rromani (2005) співавтори Пітер Петкуш та Маріана Санду, A Pattern of Thinking Romani Poetry In: Perspectives on Contemporary Literature East: Поза національними та регіональними рамками Слов'янські євразійські студії № 30 2016.